# Induración

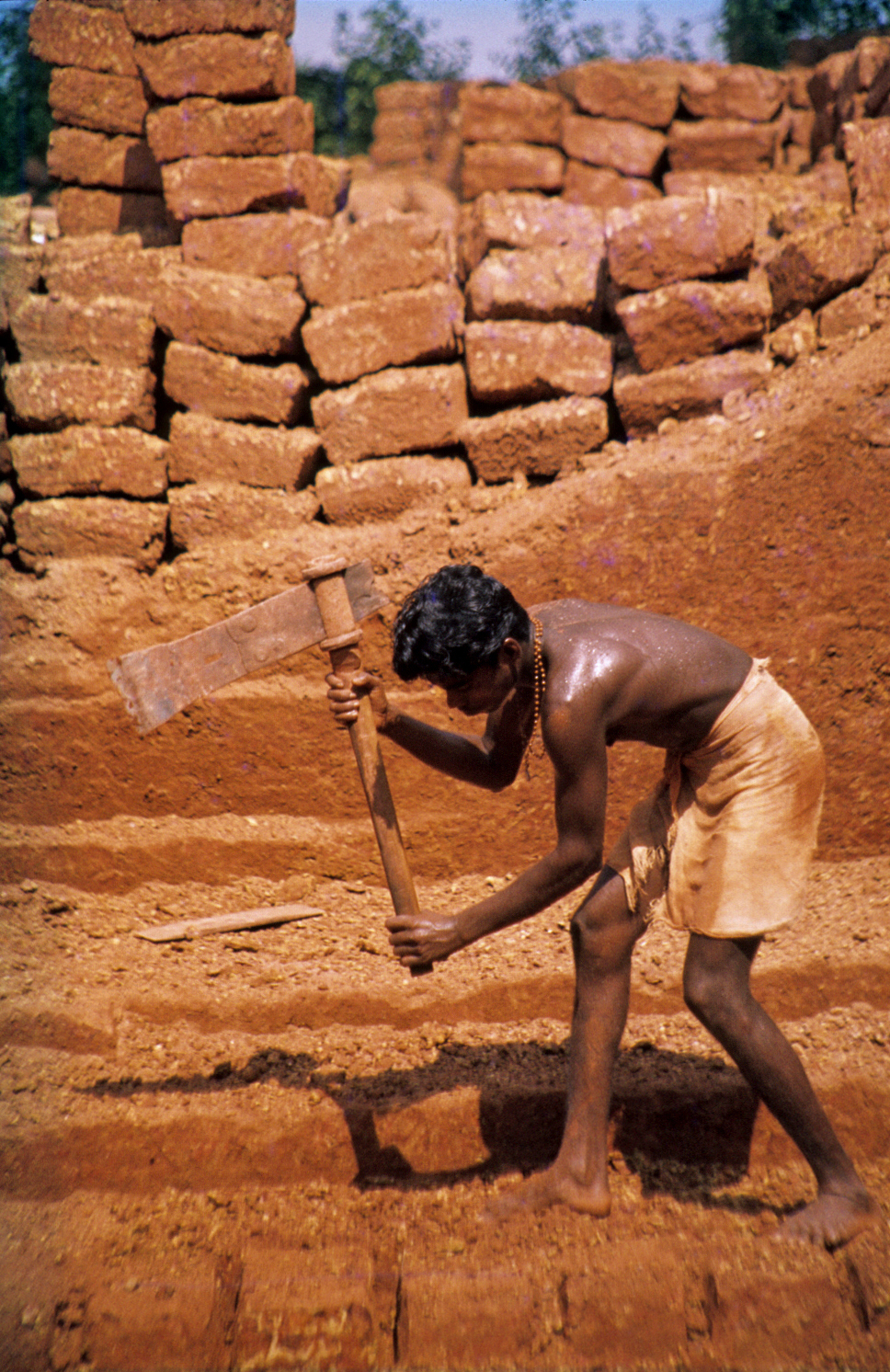
Hombre cortando ladrillos de laterita en Angadipuram, India, previo a su induración.

La induración es el proceso mediante el cual roca o sedimento blando se endurece mediante calor, cementación o compactación. La induración aumenta la resistencia a la erosión de las geoformas. Químicamente, una de las formas en la cual se da la induración es la cementación mediante la precipitación de carbonato de calcio u óxidos de hierro. La laterita es un tipo de suelo propenso a la induración. La roca corneana es una roca formada por induración durante metamorfismo de contacto.